# Parametopides griseolateralis
Parametopides griseolateralis là một loài bọ cánh cứng trong họ Cerambycidae.